# Franco de Vita (álbum)
Franco de Vita es el título del álbum debut de estudio homónimo en solitario grabado por el cantautor ítalo-venezolano Franco De Vita. Fue lanzado al mercado bajo los sellos discográficos Philips, CBS Discos y Sonográfica en 1984. El álbum Franco de Vita fue producido por el propio artista y co-producido por Álvaro Falcón. Este álbum contiene diez canciones, las ventas estimadas de este disco fueron de 550 mil unidades destacando temas como Un buen perdedor, Somos tres, No hay cielo, Cómo apartarte de mí y Ahora. El tema musical Un buen perdedor fue usado para el tema principal de la telenovela venezolana de la hoy extinta cadena de televisión RCTV, Marta y Javier (1983), Fue protagonizada por Mayra Alejandra y Carlos Olivier y antagonizada por Tatiana Capote.

## Lista de canciones
- Todas las canciones escritas y compuestas por Franco de Vita.

| Franco De Vita |                        |                |          |  |
| N.º            | Título                 | Escritor(es)   | Duración |  |
| 1.             | «Somos tres»           | Franco De Vita | 3:40     |  |
| 2.             | «Un buen perdedor»     | Franco De Vita | 4:03     |  |
| 3.             | «Lluvia pasajera»      | Franco De Vita | 3:50     |  |
| 4.             | «Por qué te escondes»  | Franco De Vita | 3:47     |  |
| 5.             | «No hay cielo»         | Franco De Vita | 3:33     |  |
| 6.             | «Ana»                  | Franco De Vita | 3:39     |  |
| 7.             | «Cómo apartarte de mí» | Franco De Vita | 4:10     |  |
| 8.             | «Este es mi número»    | Franco De Vita | 3:36     |  |
| 9.             | «Ahora»                | Franco De Vita | 3:48     |  |
| 10.            | «Máquinas humanas»     | Franco De Vita | 3:25     |  |
| 36:55          |                        |                |          |  |

© MCMLXXXIV. Sonográfica, S.A. de C.V. Venezuela.

## Músicos
- Voz, piano y teclados: Franco De Vita
- Guitarra: Álvaro Falcón
- Batería: Gerardo López
- Bajo: Danilo Aponte

## Músicos invitados
- Saxofón: Benjamín Brea (track 1B)
- Percusión: Carlos "Nene" Quintero
- Órgano: Ilan Chester (track 5B)
- Coros: Gerardo López, Manolo Álvarez, Álvaro Falcón, Meiver Acuña, Sofía Pulido, Wolfgang Vivas, Ilba Rojas, Biella Da Costa y Franco de Vita

- Datos: Q3699211